# Dajr ez-Zaur kormányzóság

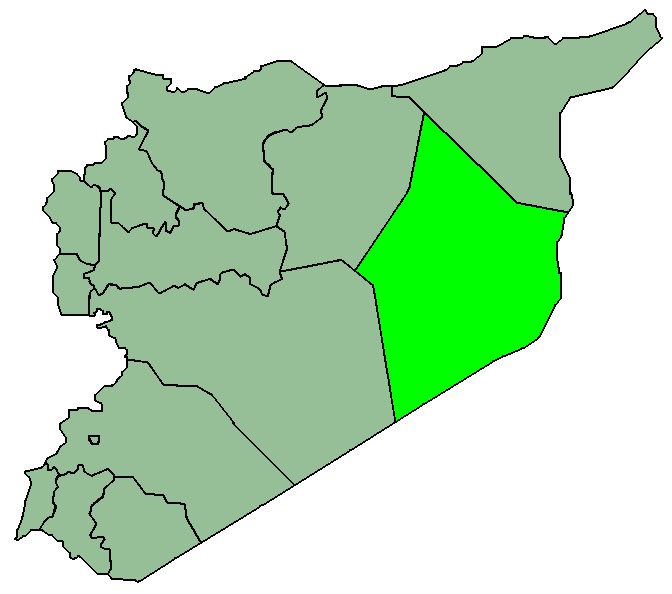
Dajr ez-Zaur kormányzóság elhelyezkedése Szírián belül

Dajr ez-Zaur kormányzóság (arabul محافظة دير الزور [Muḥāfaẓat Dayr az-Zawr]) Szíria tizennégy kormányzóságának egyike. Az ország keleti részén fekszik. Északkeleten el-Haszaka kormányzóság, keleten és délkeleten Irak, délnyugaton Homsz kormányzóság, északnyugaton pedig er-Rakka kormányzóság határolja. Központja Dajr ez-Zaur városa. Területe 33 060 km², népessége pedig a 2004-es népszámlálás adatai szerint 1 004 747 fő.

## Közigazgatási beosztása
Dajr ez-Zaur kormányzóság területe három kerületre (mintaka) – Dajr ez-Zaur, Majádín és Abu Kamál – és 14 körzetre (náhija) oszlik.

## Turisztikai látnivalói
Az Eufrátesz mentén helyezkednek el a különböző korú romvárosok: a bronzkori Mári, a római-párthus Dura-Európosz és a bizánci Halabijja a legjelentősebbek, de itt láthatóak még a Hábúr torkolatánál álló Circesium romjai, Halabijja ellenerődje, Zalabijja, az Abu Kamál melletti Bagúz pedig néhány palmürai stílusú sírtoronnyal büszkélkedhet.